# تشانغ يو
تشانغ يو (بالصينية: 张瑀) (7 مايو 1994 ببكين في الصين - ) هو لاعب كرة قدم صيني في مركز الدفاع.

## وصلات خارجية
- تشانغ يو على موقع قاعدة بيانات كرة القدم.إي يو (الإنجليزية)
- تشانغ يو على موقع Soccerway.com (الإنجليزية)